# Spodnja Ponkvica
Spodnja Ponkvica je naselje u slovenskoj Općini Šmarje pri Jelšahu. Spodnja Ponkvica se nalazi u pokrajini Štajerskoj i statističkoj regiji Savinjskoj. 

## Stanovništvo
Prema popisu stanovništva iz 2002. godine naselje je imalo 71 stanovnika.